# Sudamericano Juvenil B de Rugby 2010
El Sudamericano Juvenil B de Rugby del 2010 fue el tercer torneo de la categoría, esta vez disputado en Medellín, Colombia; integrado por 4 selecciones de menores de 18 años (M18) del nivel B afiliadas a la Confederación Sudamericana de Rugby (se incluyó a Costa Rica). El torneo se disputó a manera de cuadrangular todos contra todos donde Colombia resultó campeón, logrando su segundo título consecutivo del importante evento. Los 6 partidos se jugaron en la Unidad Deportiva de Castilla, un escenario construido específicamente para el rugby estrenándose precisamente para este torneo de juveniles y el de mayores.

## Equipos participantes
- Selección juvenil de rugby de Colombia (Tucanes M18)
- Selección juvenil de rugby de Costa Rica (Ticos M18)
- Selección juvenil de rugby de Perú (Tumis M18)
- Selección juvenil de rugby de Venezuela (Orquídeas M18)

## Posiciones[4]
| Pos. | Equipo     | Encuentros | Encuentros | Encuentros | Encuentros | Tantos  | Tantos    | Tantos     | Puntos |
| Pos. | Equipo     | jugados    | ganados    | empatados  | perdidos   | a favor | en contra | diferencia | Puntos |
| ---- | ---------- | ---------- | ---------- | ---------- | ---------- | ------- | --------- | ---------- | ------ |
| 1    | Colombia   | 3          | 3          | 0          | 0          | 116     | 12        | + 104      | 9      |
| 2    | Perú       | 3          | 2          | 0          | 1          | 38      | 72        | - 34       | 6      |
| 3    | Venezuela  | 3          | 1          | 0          | 2          | 47      | 66        | - 19       | 3      |
| 3    | Costa Rica | 3          | 0          | 0          | 3          | 25      | 76        | - 51       | 0      |

Nota: Se otorgan 3 puntos al equipo que gane un partido, 1 al que empate y 0 al que pierda

## Resultados[5]

### Primera Fecha
| 24 de octubre 10:00 | Colombia | 36 - 0  | Costa Rica | cancha Castilla, Medellín, Colombia |  |
|                     |          | Reporte |            |                                     |  |

| 24 de octubre 11:30 | Venezuela | 16 - 17 | Perú | cancha Castilla, Medellín, Colombia |  |
|                     |           | Reporte |      |                                     |  |

### Segunda Fecha
| 27 de octubre 10:00 | Perú | 14 - 10 | Costa Rica | cancha Castilla, Medellín, Colombia |  |
|                     |      | Reporte |            |                                     |  |

| 27 de octubre 15:30 | Colombia | 34 - 5  | Venezuela | cancha Castilla, Medellín, Colombia |  |
|                     |          | Reporte |           |                                     |  |

### Tercera Fecha
| 30 de octubre 10:00 | Venezuela | 26 - 15 | Costa Rica | cancha Castilla, Medellín, Colombia |  |
|                     |           | Reporte |            |                                     |  |

| 30 de octubre 15:00 | Colombia | 46 - 7  | Perú | cancha Castilla, Medellín, Colombia |  |
|                     |          | Reporte |      |                                     |  |

| Bandera de Colombia |
| Campeón Colombia    |
| Segundo título      |